# Slag van Dogali
De Slag van Dogali werd gevochten op 26 januari 1887 tussen Italië en Ethiopië in Dogali bij Massawa, in het huidige Eritrea.

## Geschiedenis
Na de Risorgimento (Italiaanse eenwording) in 1861 wilde Italië, net als andere Europese landen, een koloniaal imperium oprichten. Ze maakten hun eerste stap met de bezetting van de kust van Eritrea. Met deze bezetting kregen de Italianen een direct conflict met Ethiopië (Abessinië).
Toen het Italiaanse leger sterk genoeg werd gevonden om naar Abessinië te vertrekken, namen ze als eerste de stad Sahati in Eritrea in. Ze richten daar een kleine nederzetting op die de karavanen van water kon voorzien. Abessinië gaf aan dat Italië daarmee het verdrag tussen Abessinië, Egypte en Groot-Brittannië had geschonden, en dat elke verdere verplaatsing van troepen naar Sahati als een vijandige actie zou worden beschouwd. De Italianen reageerden door hun nederzetting te versterken met een groter garnizoen. Op eigen initiatief viel Abessinië toen aan. Honderden soldaten, bewapend met speren en pijl en boog,  werden afgeslacht door de Italiaanse kanonnen en geweren, terwijl slechts 4 Italiaanse soldaten gewond raakten. De belegerde Italianen hadden echter meer munitie nodig en vroegen om bevoorrading.
Op 26 januari werd een bataljon van ongeveer 550 soldaten (voornamelijk Italianen, waaronder 22 officieren en een paar Eritrese Askari) onder kolonel Tommaso de Cristofori gestuurd om het Italiaanse garnizoen in Sahati te versterken. Abessinië ontdekte via spionnen dat dit garnizoen onderweg was, en ze vielen hen aan in Dogali met een verrassingsaanval. Het Italiaanse garnizoen werd volledig afgeslacht. Hoewel de Italianen goed gewapend waren met moderne geweren, kanonnen en machinegeweren, waren ze ver in de minderheid: 14 tegen 1 in aantal; ze vochten urenlang tegen de Ethiopiërs en hielden het lang vol. Maar uiteindelijk raakten ze door al hun munitie heen. Bijna alle Italiaanse soldaten werden gedood, behalve een paar die konden ontsnappen, onopgemerkt door de Ethiopiërs.
Hoewel Dogali slechts een kleine overwinning was voor de Ethiopiërs, moedigde dit de Italianen aan om samen te werken met andere stammen en tegenstanders van Abessinië.
Italianen vonden dat de Slag van Dogali een belediging was en vielen Ethiopië aan om wraak te nemen. Dit zou later leiden tot de Eerste Italiaans-Ethiopische Oorlog die eindigde in hun nederlaag in de Slag bij Adwa. In 1936 kregen ze eindelijk hun wraak met een korte bezetting van Adwa, waarna ze vrij snel weer werden verslagen door het Britse leger en een Ethiopische bevrijdingsmacht. Tijdens de bezetting werd mosterdgas gebruikt door het Italiaanse regime onder het bevel van Benito Mussolini tegen de Ethiopiërs. Dit was in strijd met de Geneefse Conventie die door beide landen was ondertekend.

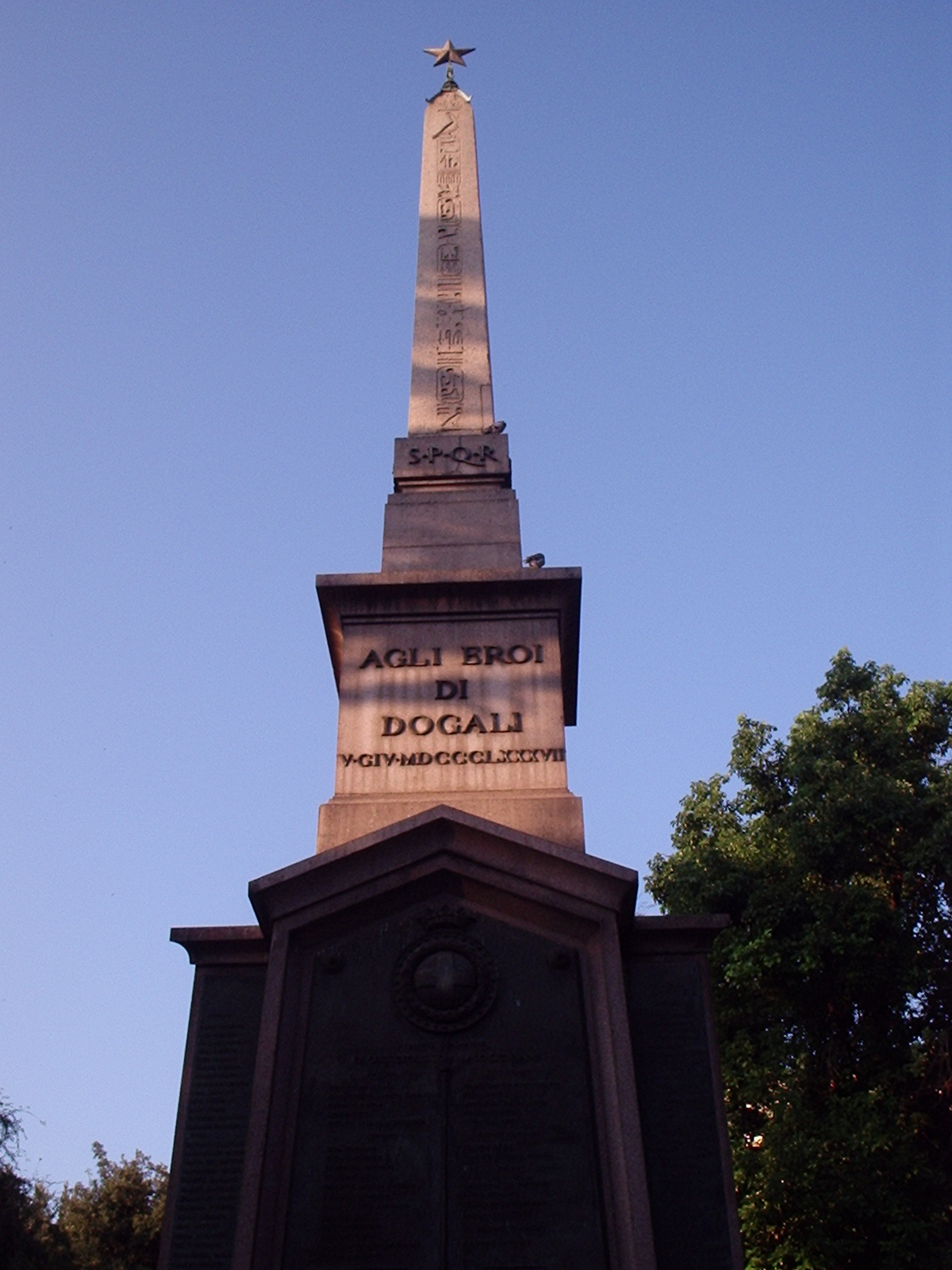
Monument in Rome voor de gesneuvelde Italiaanse soldaten
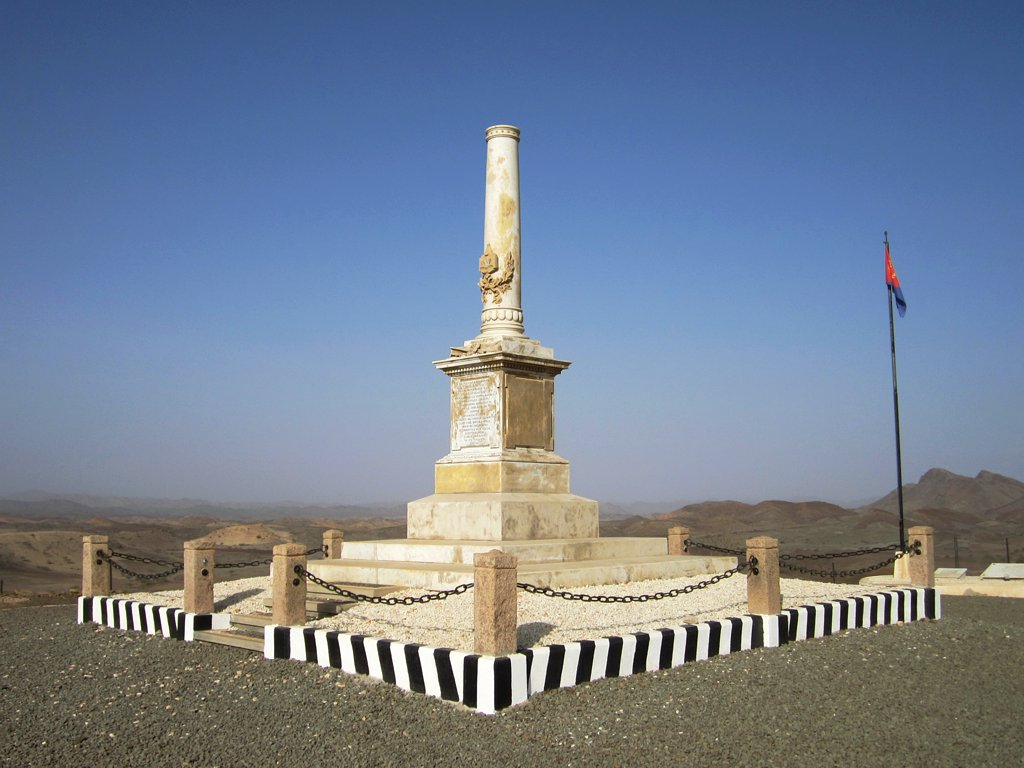
Monument in Dogali
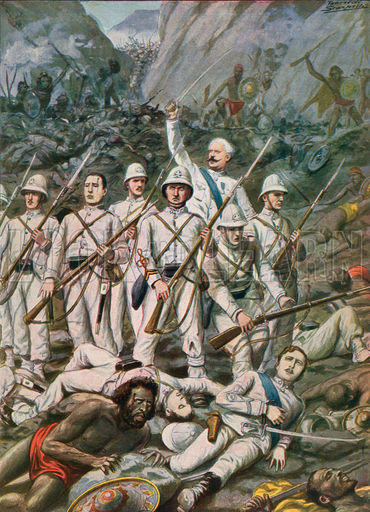
Slag van Dogali, 1887